# Emm Brook
Der Emm Brook ist ein Wasserlauf in Berkshire, England. Er entsteht aus dem Zusammenfluss zweier unbenannter Zuflüsse am südlichen Rand von Wokingham. Er fließt durch Wokingham und am östlichen Rand von Winnersh in nördlicher Richtung bis zu seiner Mündung in den River Loddon am Ostrand von Woodley.